# دوقية مودينا وريدجو
دوقية مودينا وريجّو (Ducato di Modena e Reggio) دولة أُنشأت عام 1452 وتقع في شمال غرب إيطاليا، في إقليم إميليا رومانيا الحالي. حكمها منذ إقامتها عائلة إستي النبيلة، ومنذ عام 1814 من قبل فرع هابسبرغ إستي من العائلة. كانت سلالة إستي راعياً كبيراً للفنون، مما جعل الدوقية مرجعاً ثقافياً خلال عصري النهضة والباروك.
شملت الدوقية في أقصى توسعٍ لها حتى دوقية ماسا وكرارا، وظلت قائمة حتى 1859 مع اختفاءها بالفترة الفاصلة بين عامي 1798 و1814.

## معرض صور